# Evaristo Nugkuag

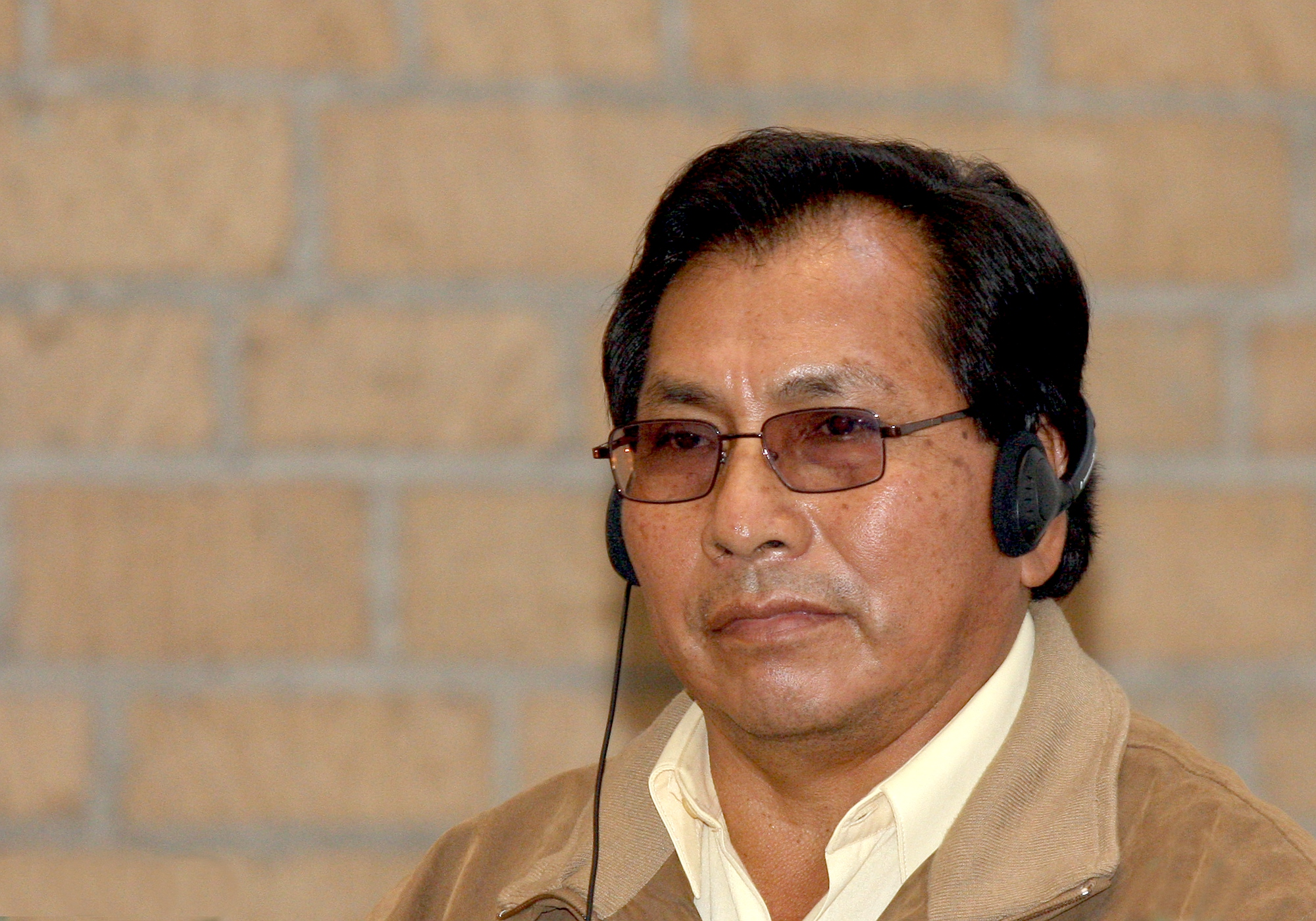
Evaristo Nugkuag (Köln, 2010)

Evaristo Nugkuag Ikanan (* 1950) ist ein peruanischer Menschenrechtler und Umweltschützer.
Evaristo Nugkuag ist ein Aguaruna-Indianer und studierte Medizin in Lima. Seit vielen Jahren organisiert er Widerstand gegen die Zerstörung der Lebensräume der indigenen Völker auf lokaler, nationaler und internationaler Ebene.
1977 war er Mitbegründer des Consejo Aguaruna y Huambisa (CAH), das 45.000 Einwohner aus 140 Gemeinschaften im Amazonasgebiet repräsentiert und sich für alternative Formen des Landschutzes, des Gesundheitswesens, der Bildung und der menschlichen Entwicklung einsetzt und zu einer der einflussreichsten Organisationen der indigenen Völker Südamerikas wurde.
Nugkuag war Gründungspräsident der 1980 gegründeten AIDESEP (Indigene Vereinigung zur Entwicklung im peruanischen Regenwald), in der sich im peruanischen Regenwald lebende Indigene auf nationaler Ebene zusammenschlossen.
Ein von AIDESEP mitorganisierter Kongress von Vertretern indigener Völker aus Peru, Brasilien, Bolivien, Kolumbien und Ecuador führte 1984 zur Gründung der COICA (Coordinadora de las Organizaciones Indígenas de la Cuenca Amazónica), einem Dachverband der nationalen Indianerorganisationen aus den neun Anrainerstaaten des Amazonasbeckens. Die Ziele der COICA sind der Erhalt der tropischen Regenwälder und die Sicherung der Landrechte der indigenen Völker.
Evaristo Nugkuag war von 1992 bis 1995 Vorsitzender des Klima-Bündnisses.

## Auszeichnungen
- 1986: Right Livelihood Award
- 1991: Goldman Environmental Prize